# 실카강

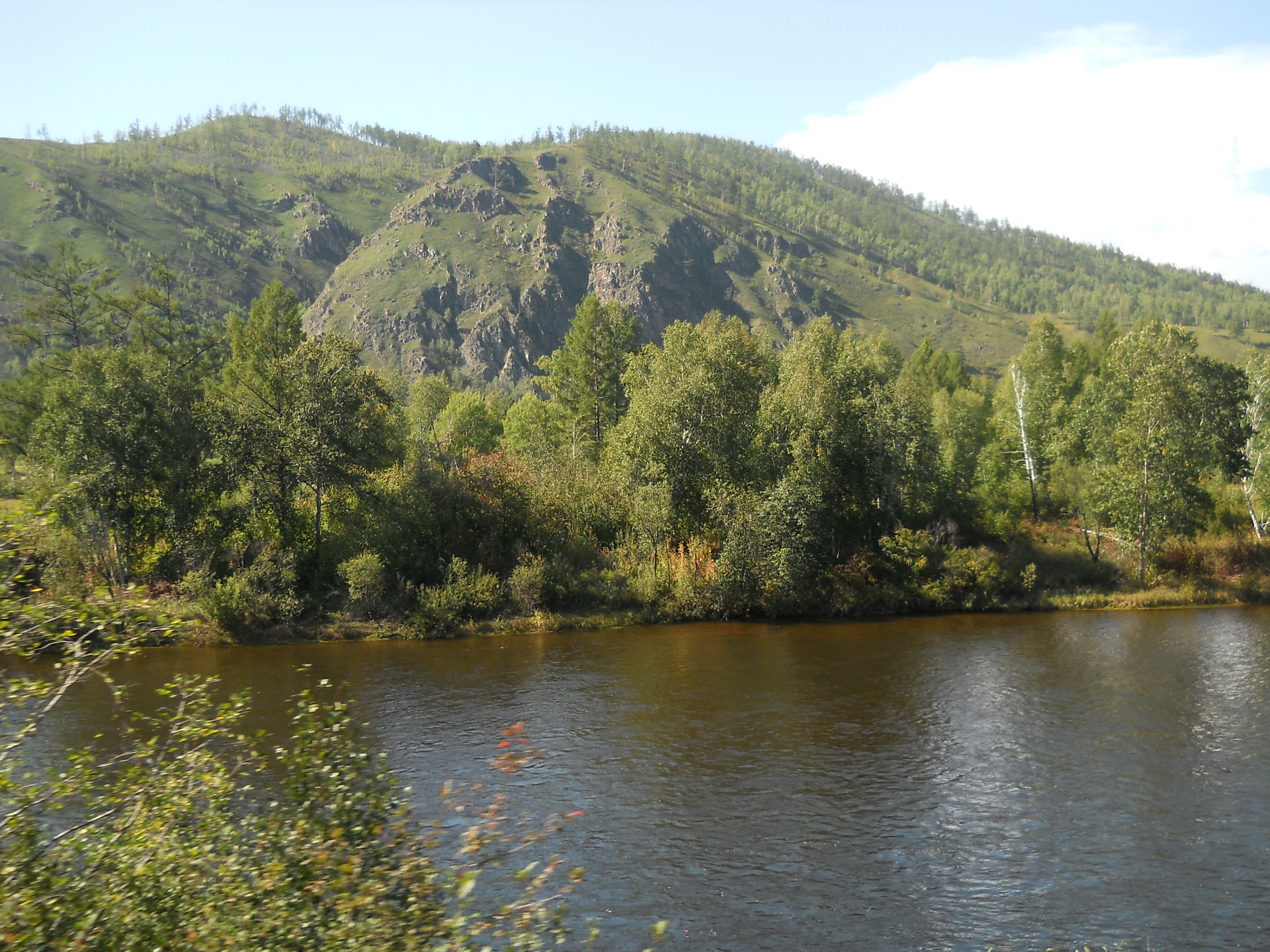

실카강(러시아어: Ши́лка)은 러시아 자바이칼 지방의 강으로, 유역 길이는 560 km이다. 오논강과 인고다강이 만나 만들어지며, 아르군강과 합류하여 아무르강을 이룬다.